# Гуго-Рено (граф Тоннера)
Гуго Рено де Тоннер (фр. Hugues-Renaud de Tonnerre; ум. 2/3 апреля 1084) — граф Тоннера в 1050—1065 годах, граф Бара-сюр-Сен, с 1065 года епископ Лангра.
Сын Милона III, графа Тоннера, и его жены Азеки, происхождение которой не выяснено.

## Биография
В 1050 году наследовал отцу в качестве графа Тоннера. По графству Бар-сюр-Сен существуют две версии: или оно входило в состав владений Милона III, или принадлежало Азеке и только после её смерти перешло к сыну.
Гуго Рено принял духовный сан и в 1065 году был назначен епископом Лангра, став преемником Хардуина де Тоннера — своего кузена. После этого он передал светские владения родственницам. Тоннер достался Эрменгарде — дочери Ренара (Рено), графа Тоннера до 1039/40, жене графа Невера Гильома I. Бар-сюр-Сен получила сестра Гуго Рено Эсташия, жена Готье I де Бриенна.
В 1075 году совершил поездку в Константинополь и получил от византийского императора реликвию — руку Святого Маммера, которая с тех пор хранилась в кафедральном храме Лангра. Перевёл с греческого на латынь житие этого святого.
В 1077 году участвовал в Отенском соборе.
С 1080 года после смерти Готье I де Бриенна был регентом графств Бриенн и Бар-сюр-Сен при своих племянниках Эраре I и Милоне.